# 坎登
坎登（德語：Kandern，發音：[ˈkandɐn] ⓘ）是德国巴登-符腾堡州弗赖堡行政区勒拉赫县的城市，面积62.26平方千米，2023年12月31日人口为8,456人。